# Princeton (Minnesota)
Princeton es una ciudad ubicada en el condado de Mille Lacs en el estado estadounidense de Minnesota. En el Censo de 2010 tenía una población de 4698 habitantes y una densidad poblacional de 350,38 personas por km².

## Geografía
Según la Oficina del Censo de los Estados Unidos, Princeton tiene una superficie total de 13.41 km², de la cual 12.84 km² corresponden a tierra firme y (4.23%) 0.57 km² es agua.

## Demografía
Según el censo de 2010, había 4698 personas residiendo en Princeton. La densidad de población era de 350,38 hab./km². De los 4698 habitantes, Princeton estaba compuesto por el 96.47% blancos, el 0.38% eran afroamericanos, el 0.68% eran amerindios, el 0.28% eran asiáticos, el 0% eran isleños del Pacífico, el 0.17% eran de otras razas y el 2.02% pertenecían a dos o más razas. Del total de la población el 1.68% eran hispanos o latinos de cualquier raza.